# Агоризм

Символ агоризма, «А3»:
Agora! Anarchy! Action!

Агори́зм (от др.-греч. ἀγορά — «Торговая площадь, рынок») — политическая философия, основанная Сэмюэлем Эдвардом Конкином III и разработанная при участии Дж. Нила Шульмана. 
Конечной целью агоризма является достижение общества свободного рынка, в котором все отношения между людьми строятся на добровольном обмене. Термин происходит от греческого слова «агора», обозначавшего площадь для собраний и рынок в древнегреческих городах-государствах. Идеологически эта философия представляет собой революционный тип рыночного анархизма. 
Дж. Шульман интегрировал идею «контрэкономики» и либертарианскую философию С. Конкина, которая выступает за отношения «чёрного рынка» (black market), бойкотирующего налоговые выплаты государству. Агористы утверждают, что эти отношения смогут не только помочь защитить частную собственность и свободу от государства, но и приведут к повышению роли частной инициативы, способной стать достаточно сильной для уничтожения государства.

## Основные сведения

Флаг агористов

Агоризм является революционной стратегией, направленной на приближение краха государства, но не с помощью нападения на него или проникновения в него, а путём его игнорирования. Агористы считают, что мир был бы лучше без государств и что любые необходимые услуги, предоставляемые сейчас государством, гораздо лучше будут обеспечены самим рынком. Дороги, школы, безопасность и т. д. должны предоставляться частными лицами, с целью получения прибыли. Конечным результатом должно стать наступление «анархо-капиталистического» общества. «Анархо-капитализм», однако, не является агоризмом. Например, большинство агористов категорически против голосования как стратегии достижения желаемых результатов, нежели анархо-капиталисты. 

Само название идеологии исходит от слова "агора". В Древней Греции агорой называли торговую площадь. Агористы обозначают этим словом свободный рынок как базовую организационную структуру общества, противопоставляя её коммуне: 
Все эти примеры самоподдерживающихся субобществ потерпели неудачу по одной главной причине: незнанию экономики. Никакие социальные связи, какими бы прекрасными они ни были, не могут преодолеть основной клей общества — разделение труда. Антирыночная коммуна бросает вызов единственному закону, который имеет силу — закону природы. Базовой организационной структурой общества (над семьей) является не коммуна (или племя, или расширенное племя, или государство), а агора. Независимо от того, сколько людей желают, чтобы коммунизм работал и посвятили себя ему, он потерпит неудачу. Они могут бесконечно сдерживать агоризм большими усилиями, но когда они отпустят его, «поток», или «Невидимая рука», или «приливы истории», или «стимул прибыли», или «делание того, что приходит естественно», или «спонтанность» понесут общество. неумолимо приближаясь к чистой агоре. 
Начатое Сэмюэлем Э. Конкиным Третьим, также известным как SEK3, в 1970-х годах развитие агоризма имеет достаточно обширную историю. Конкин опубликовал свой «Новый либертарный манифест» в 1980 году, и он всё ещё издаётся в наши дни. В 1979 году Дж. Нил Шульман, его друг и соредактор журнала New Libertarian Notes, написал роман «Ночь скоро придёт» (Alongside Night), который повествует о переходе погрязшей в долгах Америки к «анархо-капиталистическому» обществу. Революционная организация в этой книге носит имя «Революционные Агорические Кадры», что делает книгу первым научно-фантастическим романом об агоризме. 
Как и многие схожие с ним анархические точки зрения, агоризм придерживается принципа отрицания агрессии, согласно которому никто не имеет права инициировать насилие против другого.
Агоризм достигает своих целей за счёт того, что Конкин назвал «контрэкономикой» — то есть, чёрного и серого рынков. Эти рынки, по самой своей природе, действуют вне контроля государства, то есть совершенно свободно. Чёрный рынок — это торговля товарами или услугами, которые прямо запрещены, а серый рынок — это торговля товарами или услугами, на которые необходимо получить разрешение или заплатить налоги, без соблюдения этих правил. Например, продажа наркотиков или проституция были бы деятельностью на чёрном рынке, в то время как самогоноварение, нелицензированные ремонтные услуги и подпольные рестораны будут серым рынком.
Стратегия Конкина заключается в том, чтобы заморить государство «голодом» путём создания сообществ, которые торгуют между собой на чёрном или сером рынках, в конечном итоге похищая «клиентов» из контролируемой государством и обложенной высокими налогами, регулируемой и монополистической экономики. При этом участники сообществ необязательно должны находиться рядом друг с другом. Лица, из которых они состоят, могут быть удалены друг от друга на достаточно большие расстояния. С появлением интернета эти расстояния могут быть ещё больше. Эти сообщества со временем окажутся более многочисленными, чем районы, всё ещё контролируемые государством, и в последнем неэффективном вздохе государство рухнет от своей собственной тяжести.

## Политическая деятельность
Те, кто позиционирует себя как «агористы», в США выступают против участия в выборах и политических реформ. Вместо этого агористы подчёркивают важность альтернативных, а не политических стратегий для построения свободного общества. Агористы утверждают, что можно достичь свободного общества легче и быстрее за счет использования таких альтернативных методов.
Альтернативные стратегии представляют собой смесь агитации, образования и прямого действия, особенно касаясь предпринимательской деятельности и экономической борьбы. Под образованием агористы подразумевают получение другими знаний об австрийской экономической школе, либертарианских политических теориях и этических системах. Кроме того, они используют термин «прямое действие» чтобы подчеркнуть важность непосредственного участия людей, например, в рыночной деятельности, и обозначить различия с тактикой Либертарианской партии, которая предусматривает голосование за парламентских представителей. Агористы прежде всего сосредоточены на экономической борьбе, подразумевающей построение и создание предприятий, которые будут игнорировать навязанные извне правила, отказываться от государственного лицензирования и уплаты налогов. 
Методы агористов включают:
- создание микро-народов и свободных островов;
- использование методов криптоанархизма, чтобы обходить государственное вторжение в частную жизнь;
- развитие технологий, которые помогут уменьшить власть правительства.

Агористы называют свои альтернативные стратегии, которые оказываются вне избирательных и политических систем, революционными. Парламентаризм рассматривается агористами как реформистская и чуждая им стратегия.
В России агористы также выступают против выборов, но из-за малого количества представителей этой философии в стране не могут проявлять сильную контрэкономическую активность. Также агористы в России борются против действующего режима, который считают авторитарным и угнетающим личные свободы, стоящие у агористов на первом месте.

## Организации
Альянс агористского действия (англ. Agorist Action Alliance, A3) являлся одной из сетевых активистских организаций агористов и союзной организацией более широкого Альянса либертарных левых.

### Страницы в сети
- Agorism: Revolutionary market anarchism (англ.)
- Alliance of the Libertarian Left (англ.)
- Agorist Action Alliance (A3) (англ.)

### Основные работы
- Сэмюэль Эдвард Конкин Третий. Новый либертарный манифест
- Wally Conger. Agorist Class Theory (англ.)
- Samuel Edward Konkin III. An Agorist Primer (англ.)
- Samuel Edward Konkin III. The Last Whole Introduction to Agorism (англ.)

### Интервью
- Разрушая государство ради удовольствия и выгоды (Интервью с Сэмюэлем Эдвардом Конкиным Третьим)

### Дополнительные материалы
- The Left-Rothbardians, Part I: Rothbard (англ.)
- The Left-Rothbardians, Part II: After Rothbard (англ.)